# Walla!

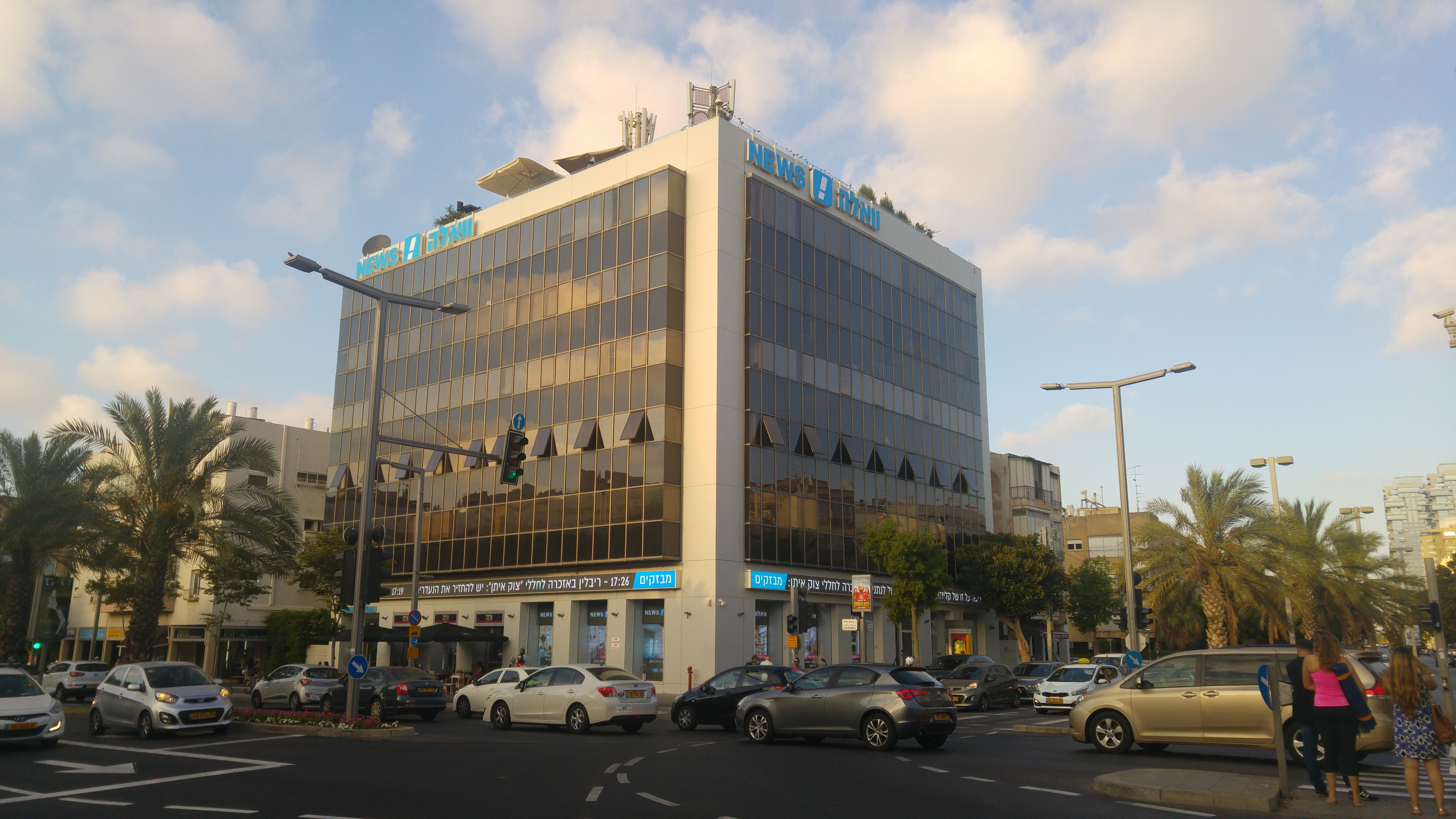
Oficinas de Walla! en Tel-Aviv

Walla! (en hebreo: וואלה!‎) es un sitio web israelí que tiene servicios de búsqueda, noticias y correo electrónico. Walla! es considerado como uno de los sitios más populares del país. En diciembre de 2009, el ranking de Alexa informó que la página se encontraba en los primeros 5 lugares de Israel según la cantidad de tráfico registrado. Fue fundado por Erez Pilosof y Gadi Hadar en 1995 como un servicio de guías de los portales de Internet. En 1998, la empresa se abrió a la bolsa de valores de Tel Aviv y en 2001 se fusionó con IOL, que era un sitio similar mantenido por Ha'aretz Group.
Walla! entrega noticias de Israel y mundiales las 24 horas del día. La mayoría de las noticias que aparecen en Walla! provienen del Ha'aretz Group, agencias de noticias y otros proveedores de contenidos. Sin embargo, durante el 2006, Wall! comenzó a construir un equipo de trabajo para crear una fuente de noticias propias, el produce noticias y hace coberturas especiales. Además, Wall! produce contenido original en varios ámbitos noticiosos como deportes, cine, música, moda y comida.
El sitio web ofrece programas y servicios: un buscador, correo electrónico, tienda en línea, chat y video bajo demanda. Los principales dueños de la compañía son Bezeq y Ha'aretz Group

## Servicios principales
- Walla!News - Información y análisis de noticias de Israel y mundiales, 24 horas del día.
- Walla!Mail - Un servicio gratuito de correo electrónico con espacio de almacenamiento ilimitado.
- Walla!Shops - Una tienda en línea.
- Walla!Music - Música en demanda, así como también entrega la opción de escuchar estaciones de radio en vivo.
- Walla!Cellular - Descargas para teléfonos móviles.
- Walla!pedia - En 2005, Walla! usó la licencia GFDL, que es la misma que poseía Wikipedia y copió toda la base de datos de la Wikipedia en hebreo. Walla! mostró los artículos bajo el título de Walla!pedia, pero hacía la atribución a Wikipedia. A diferencia de Wikipedia, en Walla!pedia los usuarios no pueden modificar los contenidos y no se puede ver el historial del artículo.